# Милош Зеремски
Милош Зеремски (Турија, 26. новембар 1926 — 24. август 2011) био је научни саветник Географског института „Јован Цвијић“.

## Биографија

### Школовање
Рођен је у Турији (Србобран) 26. новембра 1926. године, у породици пољопривредника. Основну школу завршио је у родном месту, а четири разреда грађанске школе у Србобрану. За време рата није похађао школу. Период од децембра 1944. до септембра 1945. провео је у НОВ, ЈНА. По демобилисању наставио је гимназију у Новом Саду у којој је положио виши течајни испит 1948. године. Исте године уписао се на Географску групу ПМФ у Београду, коју је завршио 1952. године са просеком 9,75. Од септембра 1952. до фебруара 1953. године био је наставник мешовите гимназије у Врбасу, а затим асистент на Географском заводу ПМФ у Београду за предмет геоморфологија. Степен доктора наука стекао је 1960. године. На катедри географије провео је 10 година, да би крајем 1963. године прешао у Географски институт „Јован Цвијић“ САНУ у звању научни сарадник, затим виши научни сарадник од 1968. и научни саветник од 1974. године. У периоду 1987–1989 био је директор Института у коме је остао све до свог пензионисања 1991. године.

### Каријера
Научна каријера професора Милоша Зеремског започела је 1951. године и трајала је 60 година. Одлазак у пензију за њега није представљао прекид у научном раду. Управо оне свеске омогућавале су му да и у позним годинама живота има довољно материјала са непосредних теренских истраживаја. 60 година је јако дуг период у коме је савестан и науци посвећен човек, као што је био професор Зеремски, могао остварити значајне научне резултате. А професор Зеремски је то управо остварио. Објавио је на десетине научних радова и бројне монографије. Готово да нема дела Србије који није био предмет његових истраживања. Занимљиво је истаћи да је предмет истраживања професора Зеремског био и рељеф Месеца и Марса. Његово научно интересовање било је везано за физичку географију. Допринос који је дао у теоријским радовима огледа се у обогаћивању геоморфолошке терминологије, терминима којих до тада није било у домаћој научној литератури. Опште геоморфолошке студије обухватиле су проучавања Старе Рашке, планину Тара и друго.
На почетку каријере бавио се актуелним проблемом односа абразионих и флувио-денудационих тераса. Дао је значајан допринос у типологији епигенија и псеудоепигенија. Посебну пажњу изазивају његови радови о аутопиратеријама и подземним пиратеријама. За професора Зеремског може се рећи да је био ангажовани геоморфолог, који је помно пратио и брзо реаговао на нагле, ексцесивне геоморфолошке промене у Србији. Био је на месту великих природних катастрофа: клизишта у долини Височице, Владичиног Хана, а писао је и о земљотресу који је задесио приморје Црне Горе. Указивао је на негативне последице експлоатације камена на будући рад хидроелектране „Рас“. Бавио се и проблемом пребацивања вода са Пештера у слив Увца, а ради повећања дотока воде за Лимске хидроелектране. Његовом негативном оценом о пребацивању вода са планине Таре у слив Дервенте избегнуте су велике штетне последице за овај простор. Занимљиво је истаћи да се професор Зеремски применом детаљног геоморфолошког картирања индиректно бавио и историографијом. На позив Републичког завода за заштиту историјских споменика Србије одредио је место на коме је одржана свечана скупштина Првог српског устанка у Орашцу. Бавио се и климатском геоморфологијом, са посебним освртом на плеистоцене криогене процесе у Србији. Тема о којој се врло мало писало тада, а и данас. Оставио је значајан траг у проучавању леса, облицима у лесу, хроностратиграфији леса, лесним заравнима и уопште о еолском рељефу Србије.

### Радови
Његови радови су поседовали препознатљив стил, карактеристичан управо само за њега. Готово сваки рад имао је у прилогу геоморфолошку карту. Међутим, та карта није била прилог, она је била рад у раду. Јасна, прецизна, са обиљем података и на десетинама картографских јединица ове геоморфолошке карте изискивале су посебну пажњу. Оне као да нису пратиле текст, већ обратно, текст је пратио њих. Поред свих ових набројаних поља истраживања и великог броја овом приликом не споменутих радова, две области интересовања обележиле су научно ставаралаштво професора Зеремског. То је област структурне, односно тектонске геоморфологије, неотектонике и савремене тектонике са једне стране и геоморфолошко картрање са друге стране. Он је њима дао посебан печат и посебан значај у географској литератури Србије. Може се слободно рећe да без радова професора Зеремског наше знање о тектонском рељефу Србије би било врло оскудно. Извршио је морфоструктурну поделу Југославије сагласно новој тектонској подели. Издвојио је типове морфоструктура у рељефу Западне Србије. Проучавао је холоцене епирогене покрете Сремске лесне заравни. Истраживао је неотектонске процесе у рељефу источне и западне Србије и Шумадије. Као резултат тих истраживања је изузетно богата терминологија коју је професор Зеремски развио и јасно дефинисао.

### Ангажовање
Савез географских институција Југославије поверио је професору Зермском да сачини пројекат за рад на систематизованом геомрфолошком картирању Југославије. Научни симпозијум који је поводом тога одржан 1975. године дао је теоријску основу за почетак геоморфолошког картирања. Од тог периода па скоро до самог краја живота професор Зеремски је руководио геоморфолошким картирањем простора Србије у оквуру Одбора за геодинамику САНУ. Сем што је окупио тим истраживача он је у врло оскудним материјалним условима енергичношћу и упорношћу одржавао овај пројеката више од 30 година. Сем тога професор Зеремски самостално реализује Геоморфолошку, морфоструктурну карту Србије размера 1:500 000. Непосредно по распаду СФРЈ из штампе је изашла геоморфолошка карта СФРЈ размера 1:500 000. У њеној изради учествовао је велики број геоморфолога из свих република, а руководилац израде и уредник био је професор Зеремски.
Зеремски је био члан Одбора за крас и спелеологију САНУ. Мењали су се председници, али је професор Зеремски више од три деценије остајао као секретара Одбора. Енергичношћу и упорношћу, сталним подстицајем чланова Одбора успео је да реализује 9 зборника радова. Без његове упорности рад Одбора био би вероватно сасвим другачији. За богат научни рад добио је бројне награде и признања. Радове које нам је оставио професор Зеремски постали су трајна научна вредност и основа за наредна геоморфолошка истраживања Србије.

### Добитник Цвијићеве медаље
Милош Зеремски је добитник Медаљe Јован Цвијић.То се сматра највећим признањем које је као географ могао добити. Српско географско друштво му је том приликом посветило други број LXXI свеске Гласника.

### Смрт
Зеремски је преминуо 24. августа 2011. године. Сахрањен је у родном месту Турији.